# Frans Depooter
Frans Depooter (Bergen, 1898 - Maffe (Havelange), 1987) was een Belgische schilder.
Hij werkte vanaf zijn dertiende in het familiebedrijf (zijn vader was decorateur en aannemer in Bergen), waar hij Anto Carte, Léon Navez en Léon Devos ontmoette. Zij zouden later (1928) mee de Groep Nervia oprichten. In 1923 trad hij in het huwelijk met de schilderes Andrée Bosquet. Hij volgde les aan de Academies van Bergen (E. Motte) en Brussel (Delville, Constant Montald) en kreeg diverse prijzen (waaronder de Gouden Medaille op de Exposition des Arts Décoratifs (art deco) in Parijs in 1925, de prijs van de Koninklijke Academie van België in 1969, en de Gouden Medaille voor Europese Kunstverdienste). Vanaf 1944 was hij directeur aan de Academie van Sint-Jans-Molenbeek (Brussel).
Frans Depooter was een schilder met een voorliefde voor poëzie. Hij verdiepte zijn resoluut figuratieve stijl die aansloot bij zijn karakter. Zijn gestileerde stillevens, zijn landschappen en zijn expressionistische figuren maakten al snel plaats voor geraffineerde, schijnbaar eenvoudige werken. Zijn portretten met effen achtergrond gaan op in de droom of het innerlijke van het model. Zijn bloemen vormen broze en zachte boeketten. Zijn landschappen, vaak geschilderd in halftinten en badend in zwak licht, getuigen van een discrete gevoeligheid (zijn bijnaam was trouwens ‘le chantre du Brabant Wallon’, de bezinger van Waals-Brabant). Het talent van Frans Depooter uit zich in een streven naar maat, raffinement en poëzie.

## Werken
Zie :
- Koninklijk Instituut voor het Kunstpatrimonium (KIK)[dode link]